# جون إم. ريد
جون إم. ريد (بالإنجليزية: John Reed)‏ هو مدير فني أمريكي، ولد في 1881 في ميدلتاون في الولايات المتحدة، وتوفي في 18 أبريل 1934 في ورسستر في الولايات المتحدة.

## وصلات خارجية
- جون إم. ريد على موقع كلية كرة السلة في سبورتس رفرنس.كوم (الإنجليزية)